# 木村敦 (俳優)
木村 敦（きむら あつし、1991年9月3日 - ）は、日本の元俳優。奈良県出身。DHプロダクションに所属していたが、2020年2月2日、公式ブログより話し合いの結果、2月1日付で契約を解除したと発表し、芸能界を引退した。

## 人物
- 身長183cm。体重59kg。靴のサイズは26.5cm。血液型はA型[2]
- スリーサイズはB 91cm / W 74cm / H 90cm。股下90cm。
- ディズニー、ジブリ作品好き[3]
- 愛称は「あっちゃん」
- 端正な容姿からデビュー作「ミュージカルテニスの王子様」では天根ヒカル役（ダビデ像に似ているといわれ[4]「ダビデ」と呼ばれている。
- 手足の長さ、足の形がまっ直ぐであり、美肌で、アニメキャラクターそのものと話題になる。
- 日本ジーンズ協議会 2010年ベストジーニスト 一般の部男性 全国1位
- 2010年MEN'S NON-NO ベスト7

## 出演

### 映画
- レジェンド 最凶覚醒（2015年4月） - 主演 日向優市/竜ヶ崎 役
- レジェンド 最凶覚醒II（2015年9月） - 主演 日向優市/竜ヶ崎 役
- 薄桜鬼SSL 〜sweet school life〜 THE MOVIE（2016年2月） - 沖田総司 役[5]

### 舞台
- 岐阜県民文化祭協賛事業「DANCING FOREVER」（2009年8月、2011年12月） - 主演
- DANCING FOREVER「HEAL THE WOLD!」（2010年8月28日） - 主演
- ミュージカル『テニスの王子様』2ndシーズン - 天根ヒカル 役
  - 青学vs六角（2011年12月17日 - 2012年2月12日、日本青年館 他）
  - 青学vs立海（2012年7月13日 - 9月23日、TOKYO DOME CITY HALL 他）
  - 春の大運動会 2012（2012年5月13日、有明コロシアム）
  - 『テニミュ映画祭』 舞台挨拶（2012年5月19日 - 6月15日）
  - コンサート SEIGAKU Farewell Party（2012年10月11日 - 14日、TOKYO DOME CITY HALL）
  - Dream Live 2013（2013年4月27日 - 5月5日、横浜アリーナ 他）
  - 『テニミュ映画祭2013』青学vs立海 舞台挨拶（2013年10月5日・6日）
  - 春の運動会 2014（2014年4月26日、横浜アリーナ）
  - Dream Live 2014（2014年11月14日 - 24日、さいたまスーパーアリーナ 他）
- Be With プロデュース VOL.23「Night on the Planet〜Romantic memory」（2012年4月20日 - 22日、池袋シアターグリーン BIG TREE THEATER）
- 舞台「BANANA FISH」（2012年10月24日 - 11月4日、六行会ホール） - 李月龍（ユーシス） 役[6]
- 「眠れぬ町の王子様」（2012年11月28日 - 12月2日、全労済ホール/スペース・ゼロ) - 翼 役
- 合唱ブラボー!〜ブラボー大作戦〜 日替わりゲスト（2013年6月8日、CBGKシブゲキ!!）
- ポチッとな。-Switching On Summer-（2013年7月10日 - 15日、俳優座劇場）
- 『STAGE x 12 Vol.12』（2014年4月9日 - 13日、本多劇場グループ 小劇場B1）
- CORNFLAKES第11回公演「グッバイシェイクスピア!!!」（2014年6月4日 - 9日、キンケロ・シアター）
- projectDREAMER2014 Vol.4『ROCK ON!!〜俺たちのイスタンブール〜』（2014年7月30日 - 8月3日、笹塚ファクトリー）
- LIPS*S 2014 Summer Theater 『天地流転』（2014年8月20日 - 24日、シアターモリエール） - 主演[7]
- 炎男〜 ファイヤーガイズ〜公演 Vol.3「オサエロ]（2014年9月10日 - 15日、Air studio） - 主演[8]
- BIOHAZARD THE STAGE（2015年10月 - 11月、EX THEATER ROPPONGI） - ルーカス・バトラー 役[9]
- 薄桜鬼SSL 〜sweet school life〜 THE STAGE（2015年12月11日 - 20日、新宿シアターサンモール） - 沖田総司 役[10]
- 黒蝶のサイケデリカ THE STAGE（2016年8月3日 - 7日、紀伊國屋ホール） - 鉤翅 役[11]
- ハイパープロジェクション演劇「ハイキュー!!」 - 二口堅治 役
  - 烏野、復活！（2016年10月28日 - 12月4日、AiiA 2.5 Theater Tokyo 他）[12]
  - はじまりの巨人（2018年4月28日 - 6月17日、日本青年館 他） - 映像出演
  - “飛翔”（2019年11月1日 - 12月15日、TOKYO DOME CITY HALL 他）[13]
- 僕らのピンク スパイダー（2017年3月9日 - 20日、紀伊国屋ホール） - 長内直志 役
- ユースフル☆メソッド〜再演〜（2017年4月19日 - 23日、築地ブディストホール） - 亮介 役[14]
- 夏の夜の夢（2017年8月11日 - 13日、カメリアホール / 9月10日、栃木県総合文化センター） - ライサンダー 役[15]
- 舞台 止まれない12人（2017年8月30日 - 9月2日、シアターサンモール） - 大曽根 役
- 結ひの忍（2017年11月23日 - 27日、六行会ホール） - 白洲竜王 役[16]
- B-PROJECT on STAGE 『OVER the WAVE!』REMIX（2018年2月22日 - 25日、AiiA 2.5 Theater Tokyo / 3月1日 - 3日、新神戸オリエンタル劇場） - 主演 北門倫毘沙 役[17]
- MEMORY BOYS〜想い出を売る店〜（2018年6月30日 - 9月25日、サンリオピューロランド 1階フェアリーランドシアター） - セレナーデ 役[18]
- 男子はつらくないよ?（2018年7月29日 - 8月4日、三越劇場） - ヤスシ 役[19]
- YOSHITSUNE 〜呪われた英雄〜（2018年12月5日 - 9日、新宿シアターモリエール） - 主演 源義経 役[20]
- ミュージカル『青春-AOHARU-鉄道』〜すべての路は所沢へ通ず〜（2019年5月9日 - 19日、品川プリンスホテルクラブeX） - 国分寺線 役[21]
- TOUR ミュージカル「赤毛のアン」（2019年8月17日 - 29日、北海道・仙台・東京・埼玉・名古屋・大阪・福岡・広島公演） - ギルバート・プライス 役[22]
- 「真田十勇伝-令和元年-」（2019年9月4日 - 8日、あうるすぽっと） - 主演 真田幸村 役

### テレビ
- 笑っていいとも「イケテン 暫定チャンピオン」（2011年6月5日、フジテレビ）
- 薄桜鬼SSL 〜sweet school life〜（2015年9月 - 10月29日、TOKYO MX） - 沖田総司 役[23]
- 「チャンス・8」　番組レギュラー（2012年4月 - 2012年10月、岐阜テレビ）

### Web番組
- 「木村敦のイケメンSCRAMBLE」（2015年8月、shibuyacross-FM） - 土曜 パーソナリティ
- BeeTV 「王子の愛ことば」

### モデル
- MEN’Z　NON-NO
- TOP SHOP
- TOKYO Walker
- ホテルグランヴェール岐山ウエディング
- MIWAロック株式会社

### イベント
- 木村敦1stフォトブック発売記念イベント
- 木村敦 激Atsu-Day
- ミュージカル・テニスの王子様2ndシーズン
  - 『青学vs六角』 DVD発売記念ハイタッチ会
  - TSCプレミアムパーティーvol.3
  - 『青学vs立海』 DVD発売記念ハイタッチ会
- BACS Christmas Party 2012
- 「薄桜鬼SSL」　発売ブック記念イベントハイタッチ＆サイン会
- 「レジェンド 最凶」映画上映会
- 「レジェンド 最凶覚醒II」上映会
- 「2017 キャスト祭ズ」（2017年5月13日、晴海客船ターミナルホール）
- 「キャスト祭ズ」（2018年6月9日、晴海客船ターミナルホール）

### その他
- 渋谷スクランブル交差点スクリーンCM - インターネットTV「木村敦のイケメンScramble」  渋谷スクランブル交差点グリコビジョン・渋谷センター街・ABCマート・井の頭通り大型ビジョン その他 計8か所

## 作品
- 木村敦 1st写真集『激アツ』（2012年2月、スタジオワープ）ISBN 978-4-86400-024-6